# Австрийская и Германская епархия
Австрийская и Германская епархия (груз. გერმანიისა და ავსტრიის ეპარქია) — епархия Грузинской православной церкви на территории Австрии и Германии.

## История
3 июня 2014 года для приходов Грузинской православной церкви в Австрии и Германии была создана Австрийская и Германская епархия из территории Западноевропейской епархии.
Кафедральным собором стал храм благоверного царя Вахтанга Горгасали в Мюнхене. 9 февраля 2017 года был назначен управляющим приходами в Германии и Австрии митрополит Герасим (Шарашенидзе).

## Епископы
- Лазарь (Самадбегишвили) (11 июня 2014 — 2 января 2017)
- Герасим (Шарашенидзе) (с 9 февраля 2017), в/у, митр. Зугдидский и Цаишский